# Alia Atkinson
Pour les articles homonymes, voir Atkinson.
Alia Shanee Atkinson (née le 11 décembre 1988) est une nageuse jamaïcaine spécialiste de brasse et de nage libre.

## Carrière
Elle a terminé quatrième du 100 m brasse aux Jeux olympiques d'été de 2012, la nageuse avait également participé aux Jeux d'Athènes en 2004 et aux Jeux de Pékin en 2008. Elle connait ses premières récompenses internationales en 2012, après avoir obtenu deux médailles lors des Mondiaux en petit bassin à Istanbul. En 2014, lors de sa troisième participation aux Jeux du Commonwealth, elle monte à deux reprises sur le podium, décrochant la médaille d'argent sur le 50 m brasse après avoir battu deux fois deux fois le record de la compétition en qualifications et celle de bronze sur le 100 m brasse.
En décembre 2014, lors des Mondiaux en petit bassin disputés à Doha, elle remporte le titre sur le 100 m brasse en égalant le record du monde de Rūta Meilutytė en 1 minute 2 secondes 36, adversaire qu'elle bat de un dixième.
Elle remporte la première médaille jamaïcaine des championnats du monde de natation sur 100 m brasse à Kazan en août 2015.

## Palmarès

### Championnats du monde

#### Grand bassin
- Championnats du monde 2015 à Kazan ( Russie) :
  -  Médaille d'argent du 50 m brasse.
  -  Médaille de bronze du 100 m brasse.

#### Petit bassin
- Championnats du monde 2012 à Istanbul ( Turquie) :
  -  Médaille d'argent du 50 m brasse.
  -  Médaille d'argent du 100 m brasse.
- Championnats du monde 2014 à Doha ( Qatar) :
  -  Médaille d'or du 100 m brasse.
  -  Médaille d'argent du 50 m brasse.
- Championnats du monde 2018 à Hangzhou ( Chine) :
  -  Médaille d'or du 50 m brasse.
  -  Médaille d'or du 100 m brasse.
  -  Médaille de bronze du 100 m 4 nages.

### Autres

#### Jeux panaméricains
- Jeux panaméricains de 2011 à Guadalajara ( Mexique)
  -  Médaille d'argent du 200 m quatre nages

#### Jeux du Commonwealth
- Jeux du Commonwealth de 2014 à Glasgow ( Écosse)
  -  Médaille d'argent du 50 m brasse.
  -  Médaille de bronze du 100 m brasse.
- Jeux du Commonwealth de 2018 à Gold Coast ( Australie)
  -  Médaille d'argent du 50 m brasse.